# Winnifred Bosboom
Winnifred Antonia Bosboom (Amsterdam, 1 oktober 1929 – 4 december 2023) was een Nederlands actrice.

## Jeugd en opleiding
Bosboom was een dochter van danser en dansleraar Willem Anton Bosboom, artiestennaam Willy Yardaz, en danseres Catharina Bartholomina (Kitty) Schermelé. Ze groeide deels op in Kampen waar ze optrad met de Kamper Lyceum Club. Bosboom studeerde in 1952 af aan de Amsterdamse Toneelschool.

## Theaterloopbaan
Bosboom speelde tot 1955 bij De Nederlandse Comedie, van 1958 tot 1963 bij Toneelgroep Theater en vervolgens tot 1966 bij het Nieuw Rotterdams Toneel. Tussen 1955 en 1958 speelde ze samen met haar toenmalige echtgenoot Maxim Hamel exclusief voor het bedrijf van de Duitse filmproducent Herbert Horn Neue Film Verleih. Bosboom had onder meer rollen in Der Fremdenführer von Lissabon (1956), Parole Heimat (1955) en Ja zuster, nee zuster (1966). Vanaf eind jaren 1960 was ze minder actief. In 1981 speelde ze een hoofdrol in de musical Madam, geschreven door Annie M.G. Schmidt. Hierin was ze de leidster van een groep feministen die een blijf-van-mijn-lijfhuis wilden oprichten tegenover een bordeel waarvan Conny Stuart de rol van de uitbaatster vertolkte. De musical leidde, mede vanwege het grove taalgebruik, tot ophef maar was geen succes. Zelf was Bosboom actief bij de Stichting Amazone die zelfbewustzijn bij vrouwen bevorderde.

## Persoonlijk
Bosboom was driemaal gehuwd. Eerst met Maxim Hamel (1952-1959), daarna met Edo Spier (1960-1962), die ze als decorontwerper bij de Nederlandse Comedie leerde kennen en met wie ze een zoon kreeg die ze opvoedde met haar derde echtgenoot, de dichter en reclameman Martin Veltman. Ook dit huwelijk strandde en Veltman hertrouwde in 1976. Bosboom overleed eind 2023 op 94-jarige leeftijd.
- Gemeinsame Normdatei: 1061627411
- Virtual International Authority File: 311640903